# Laphonza Butler
Laphonza Romanique Butler (Magnolia, 1979. május 11. –) az Amerikai Egyesült Államok szenátora (Kalifornia, 2023–2025). Szakszervezeti szervezőként kezdte pályafutását, tagja volt a kaliforniai állami SEIU tanácsnak, 2013 és 2018 között. A Demokrata Párt tagja, az EMILY’s List politikai csoport elnöke volt 2021 és 2023 között, korábban pedig 2018 és 2021 között a Kaliforniai Egyetem igazgatótanácsának tagjaként dolgozott, 12 éves terminusából csak hármat töltve ki.
2023. október 1-én Gavin Newsom, Kalifornia kormányzója kinevezte az elhunyt Dianne Feinstein utódjának az Egyesült Államok Szenátusába. Mandátuma 2025. január 3-án, Feinstein eredeti mandátumának végén járt le.

## A szenátusban
2023. október 1-én Gavin Newsom bejelentette, hogy Butlert választotta az elhunyt Dianne Feinstein helyére a Szenátusba, betartva ígéretét, hogy a veterán szenátor helyét egy afroamerikai nő fogja átvenni. Newsom annak ellenére nevezte ki a nőt, hogy nem Kaliforniában lakott az időszakban. Az ország alkotmányában le van írva, hogy a szenátoroknak abban az államban kell lakniuk, amelyet képviselnek. Butler kinevezése előtt újra Kaliforniába regisztrált.
Butler az első nyíltan LMBT szenátor Kaliforniából és az első leszbikus afroamerikai nő, aki betöltötte a pozíciót.

## Magánélete
Butler leszbikus, partnerével, Neneki Lee-vel egy gyermeke van. 2021-ben Marylandbe költöztek, mikor az EMILY’s List elnöke lett, de ettől függetlenül továbbra is tulajdonában volt egy ház Los Angeles megyében, View Parkban. 2023 októberében hazaköltözött Kaliforniába, mikor kinevezték az állam szenátorának.